# Cimetière luthérien de Saint-Pétersbourg
Le cimetière luthérien de Saint-Pétersbourg ou cimetière allemand est le plus vieux des cimetières protestants de la ville de Saint-Pétersbourg. Il est situé sur l'île des Décabristes, près de la rivière Smolenka (d'où son nom aussi de cimetière de Smolensk). La dépouille de Tarass Chevtchenko a été enterrée quelque temps à côté au cimetière orthodoxe de Smolensk. Il abrite ensuite les dépouilles des chrétiens non-orthodoxes, aussi bien catholiques que protestants.

## Histoire
Le cimetière a été ouvert le 30 janvier 1748, après une demande du synode luthérien de 1747. La place est choisie, car l'île voisine de Vassilievsky était habitée par de nombreux étrangers dont des Allemands et des Scandinaves luthériens. Toutefois un certain nombre d'Anglicans, de réformés et de catholiques y sont aussi enterrés, les orthodoxes des environs étant enterrés au cimetière de Notre-Dame de Smolensk à côté. Le cimetière allemand est agrandi en 1836, grâce à des fonds de l'église suédoise de Saint-Pétersbourg qui achète une grande parcelle de terrain et fait alors quinze hectares. D'après les registres, on y enterrait entre 1912 et 1919, trois cent cinquante personnes par an. Vingt-cinq à trente mille personnes y ont été inhumées.

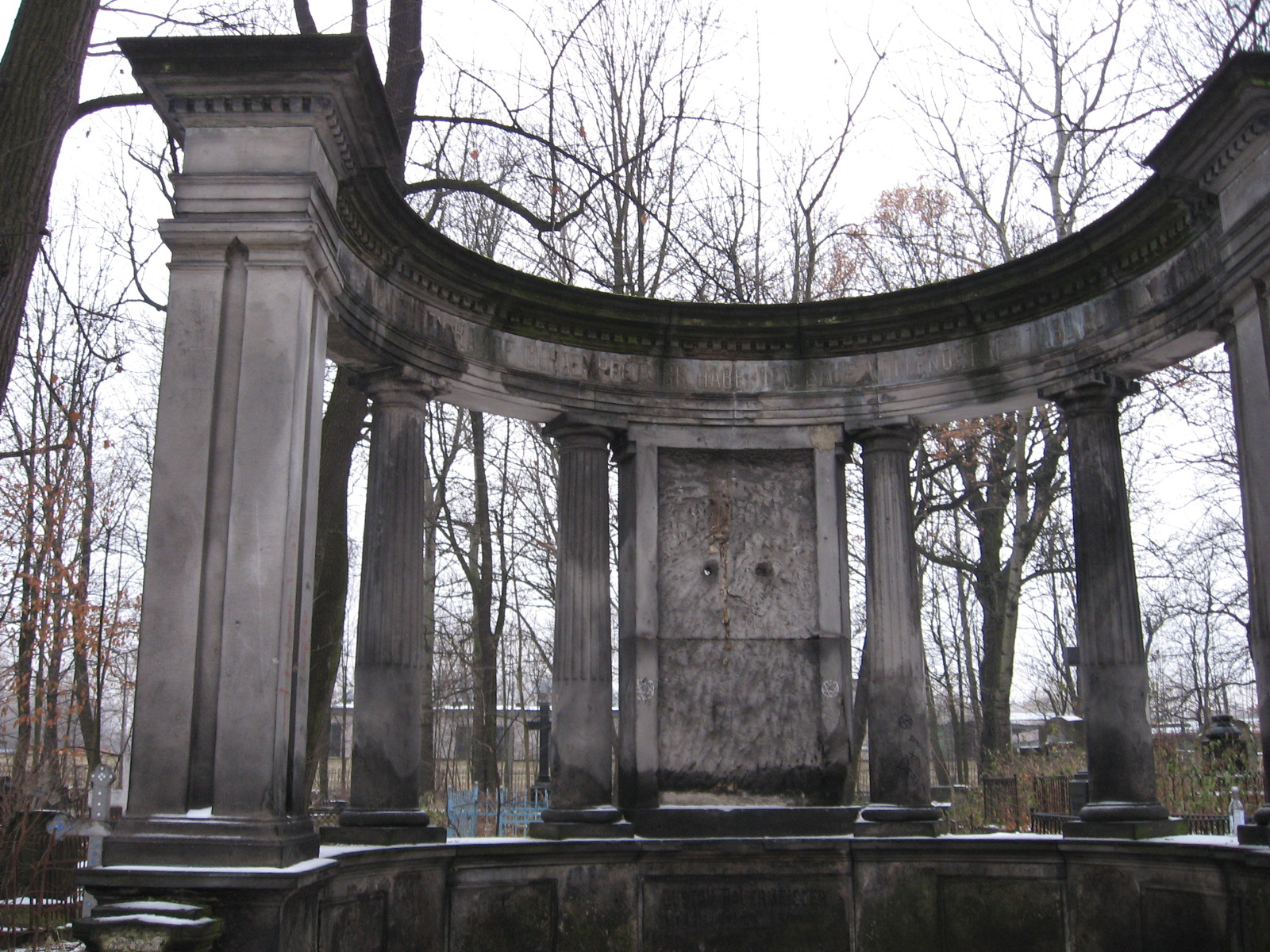
Colonnade sur la tombe de Gustav Baumeister.

Une partie près de l'entrée est détruite pour laisser la place à une station-service dans les années 1930, et une grande partie au nord-ouest du cimetière est aplanie pour faire une caserne de pompiers dans les années 1980. Certaines tombes sont transférées dans d'autres cimetières, comme celle de César Cui au Cimetière Tikhvine dans les années 1930.
Le cimetière est sous la responsabilité de l'église luthérienne suédoise Sainte-Catherine, jusqu'au 1er février 1919. Le décret du 26 janvier 1919 nationalise le cimetière qui tombe sous la responsabilité du ministère de l'Intérieur. Le cimetière est fermé en 1939 et tombe en ruines, bien que des inhumations aient lieu encore jusque dans les années 1950. Un certain nombre de tombes de personnalités sont transférées au cimetière Saint-Lazare de la Laure Saint-Alexandre-Nevski, comme celle de Jean-François Thomas de Thomon et de son épouse Claire, celle du mathématicien Leonhard Euler, celle de l'architecte Augustin de Béthancourt.
Des combattants du front de Léningrad y ont été enterrés pendant la guerre, ainsi que des enfants victimes d'un tir d'obus allemand le 4 mai 1942 à qui un monument est érigé en 1966 en leur mémoire.
Le cimetière fait partie aujourd'hui du patrimoine historique de Saint-Pétersbourg, protégé par le comité chargé de la sauvegarde du patrimoine, mais son état d'abandon est préoccupant et soulève régulièrement la question soit de sa disparition, soit de sa réhabilitation.

## Personnalités

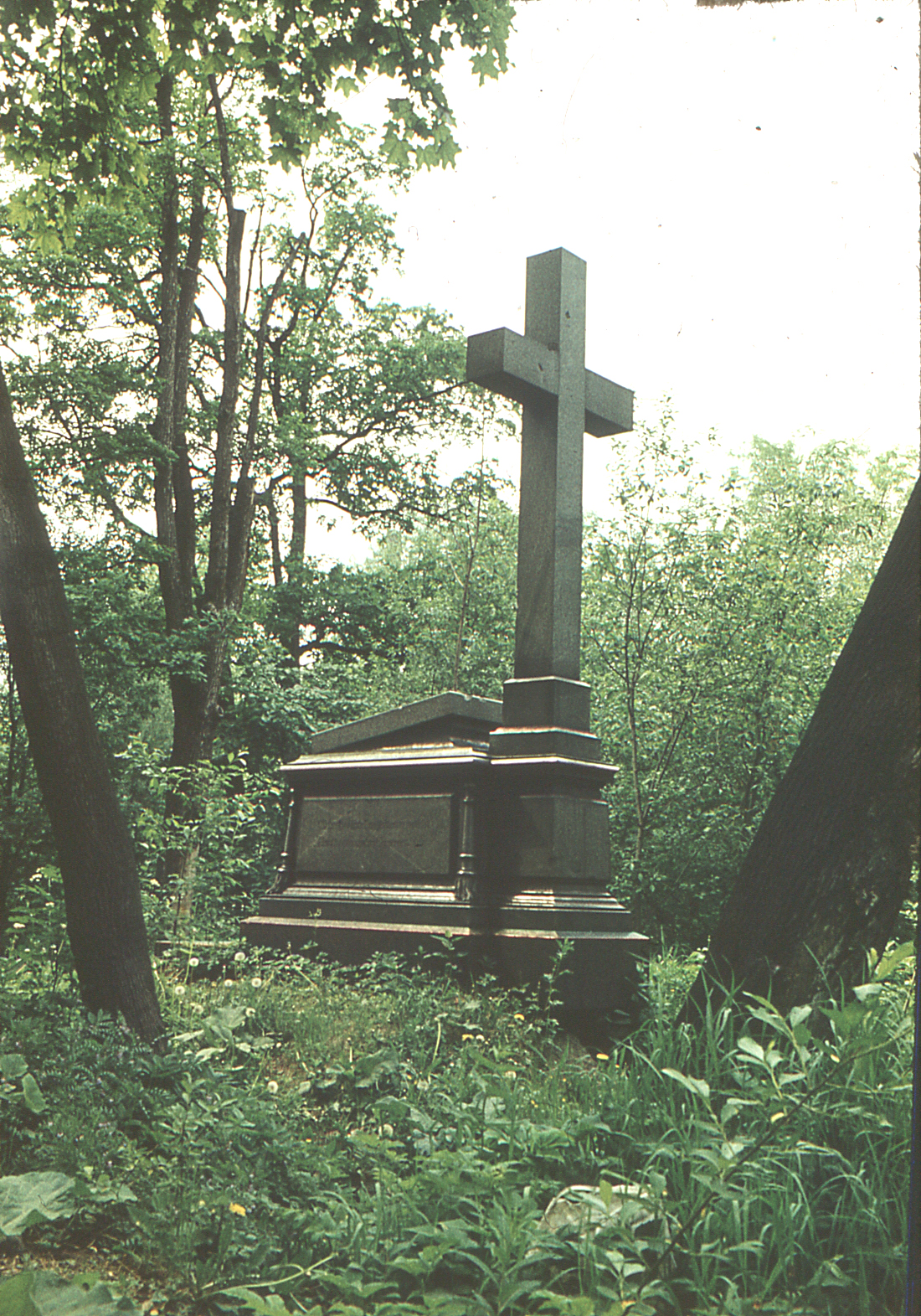
Tombe de Nesselrode

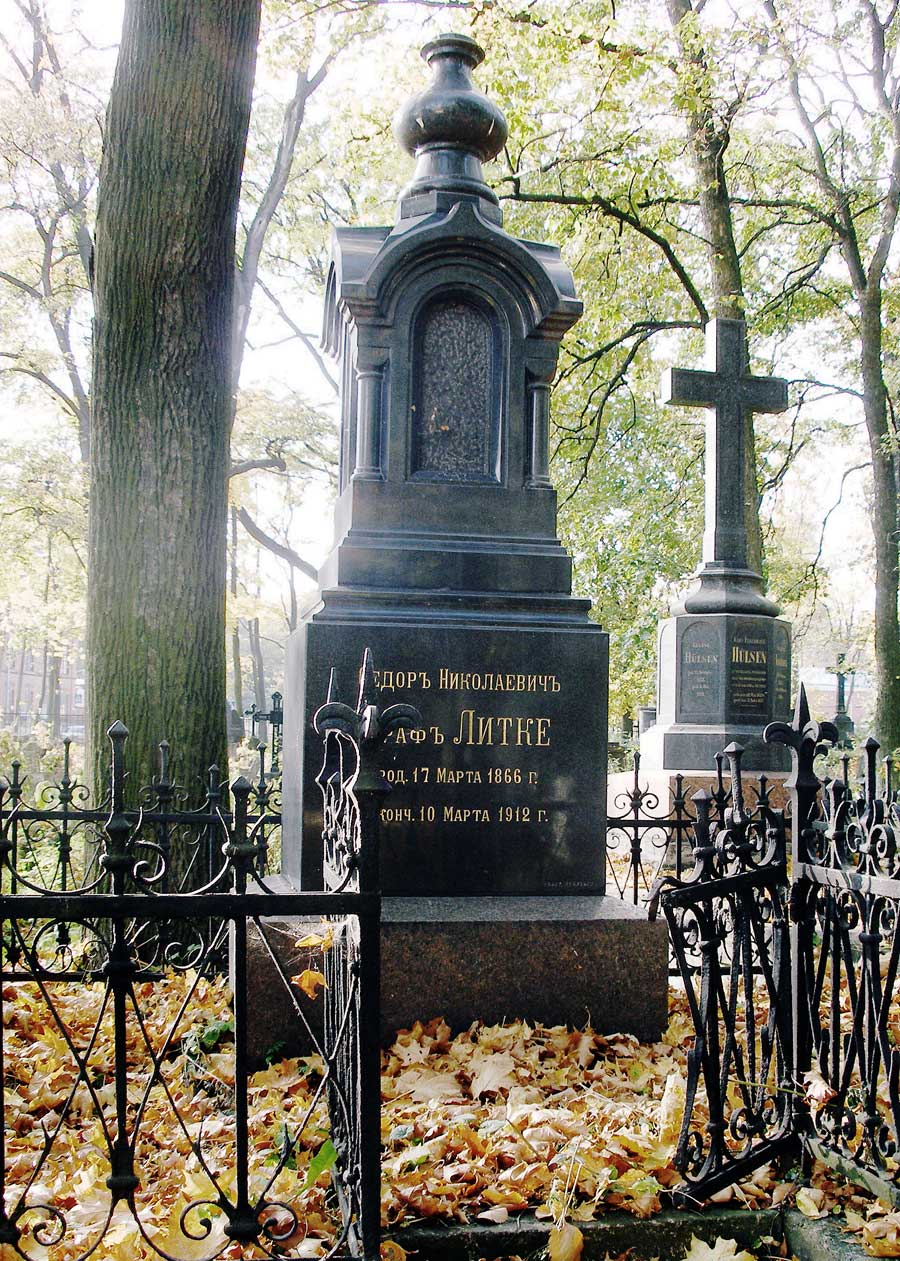
Tombe de Theodor von Lütke (1869-1912)

- Piotr Fiodorovitch Anjou (1797-1869), amiral
- Nicolas Arendt (1785-1859), médecin de Pouchkine
- Theodor Christian Avelan (1839-1916), amiral
- Vassili Avenarius (1839-1923), écrivain pour la jeunesse
- Johann-Peter-Friedrich Busch (1771-1843), chirurgien
- Gaetano Ciniselli (1815-1881) fondateur du cirque de Saint-Pétersbourg
- Christian Martin Frähn (1782-1851), orientaliste et académicien
- Nadeschda Gernet (1877-1943), mathématicienne
- Alexis Graig (1775-1845), amiral
- David Grimm (1823-1898), architecte
- Alexandre von Hohen (1856-1914), architecte
- Moritz von Jacobi (1801-1874), ingénieur et physicien, inventeur de la galvanoplastie.
- Léonide Kapitsa (1864-1919), père du prix Nobel de physique Piotr Kapitsa
- Adolph Theodor Kupffer (1799-1865), physicien, père de la météorologie en Russie
- Comte Vladimir Lambsdorff (1845-1907), ministre des Affaires étrangères
- Comte Xavier de Maistre (1753-1852), savoisien, écrivain et peintre, général au service du tsar Alexandre Ier, décoré de l'ordre de Saint-Vladimir.
- Charles Robert de Nesselrode (1780-1862), chancelier de l'Empire
- Louis Nobel (1831-1888), frère d'Alfred Nobel
- Alfred Parland (1842-1919), architecte
- Georg Friedrich Parrot (1767-1852), physicien
- Vassili Radlov (né Friedrich Wilhelm Radloff) (1837-1918), orientaliste
- Eduard von Regel (1815-1892), botaniste
- José de Ribas (1749-1800), homme d'État
- Viktor Schröter (1839-1901), architecte
- Comte Johann Joachim Georg von Sievers (1778-1827), général de l'armée impériale russe
- Moritz Wolff (1825-1883), éditeur
- Philipp-Jakob von Karell (1806-1886), médecin général, médecin privé des empereurs Nicolas Ier et Alexandre II. Grand croix de l'Aigle Blanc, de Saint Alexandre Nevsky, de Sainte Anne et de Saint Stanislas

## Illustrations

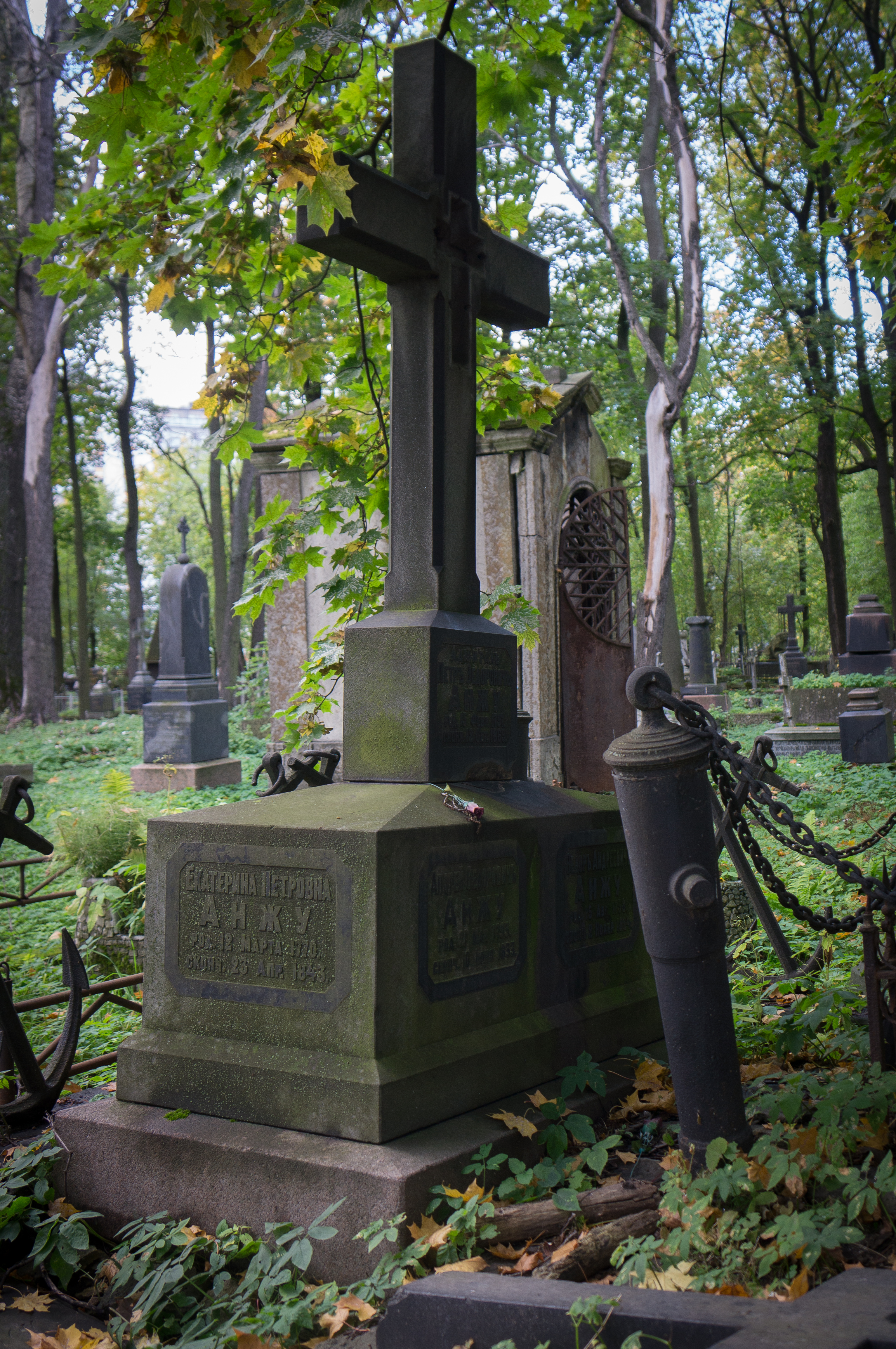
Tombe de l'amiral Anjou
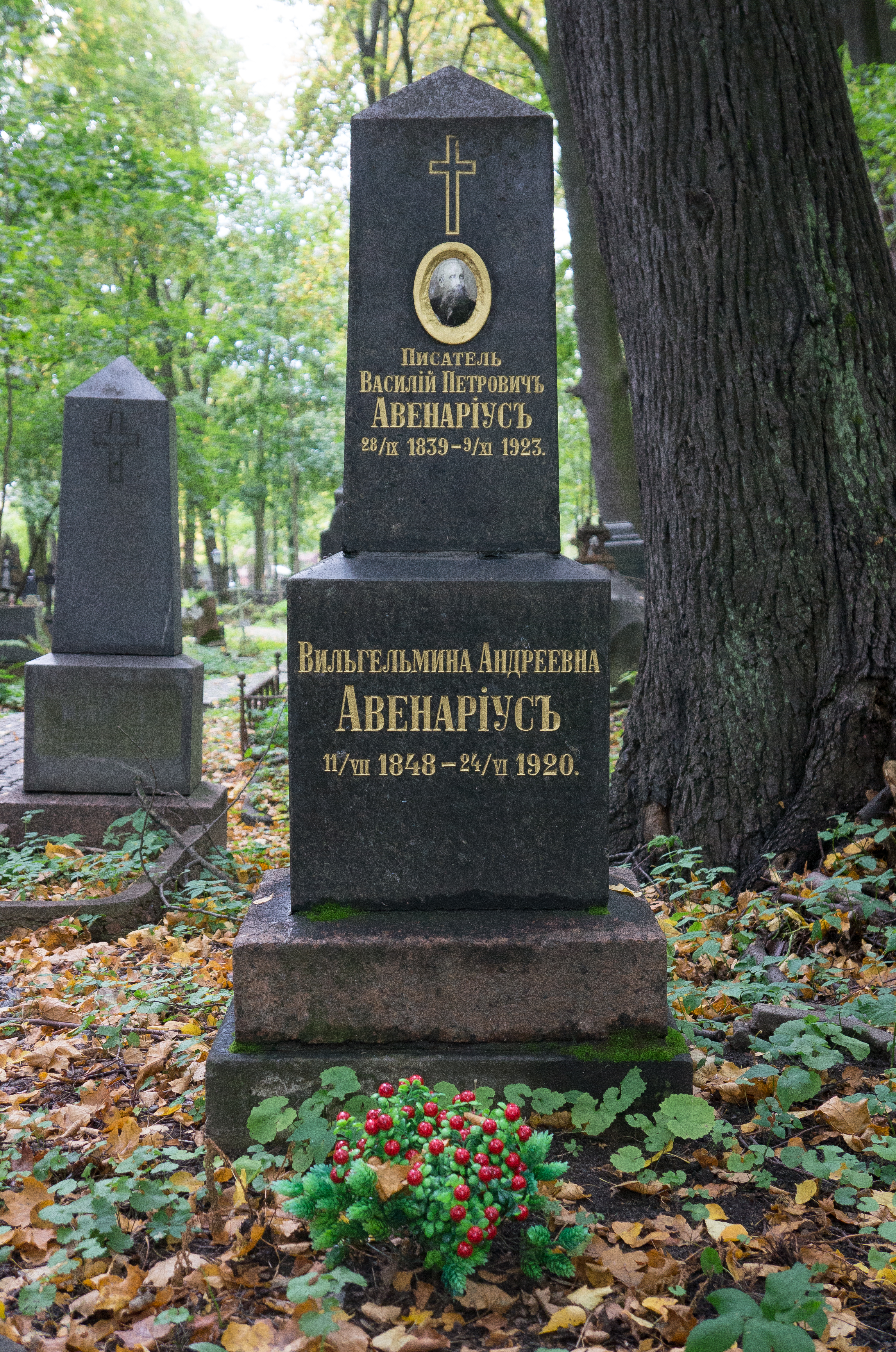
Tombe de Vassili Avenarius
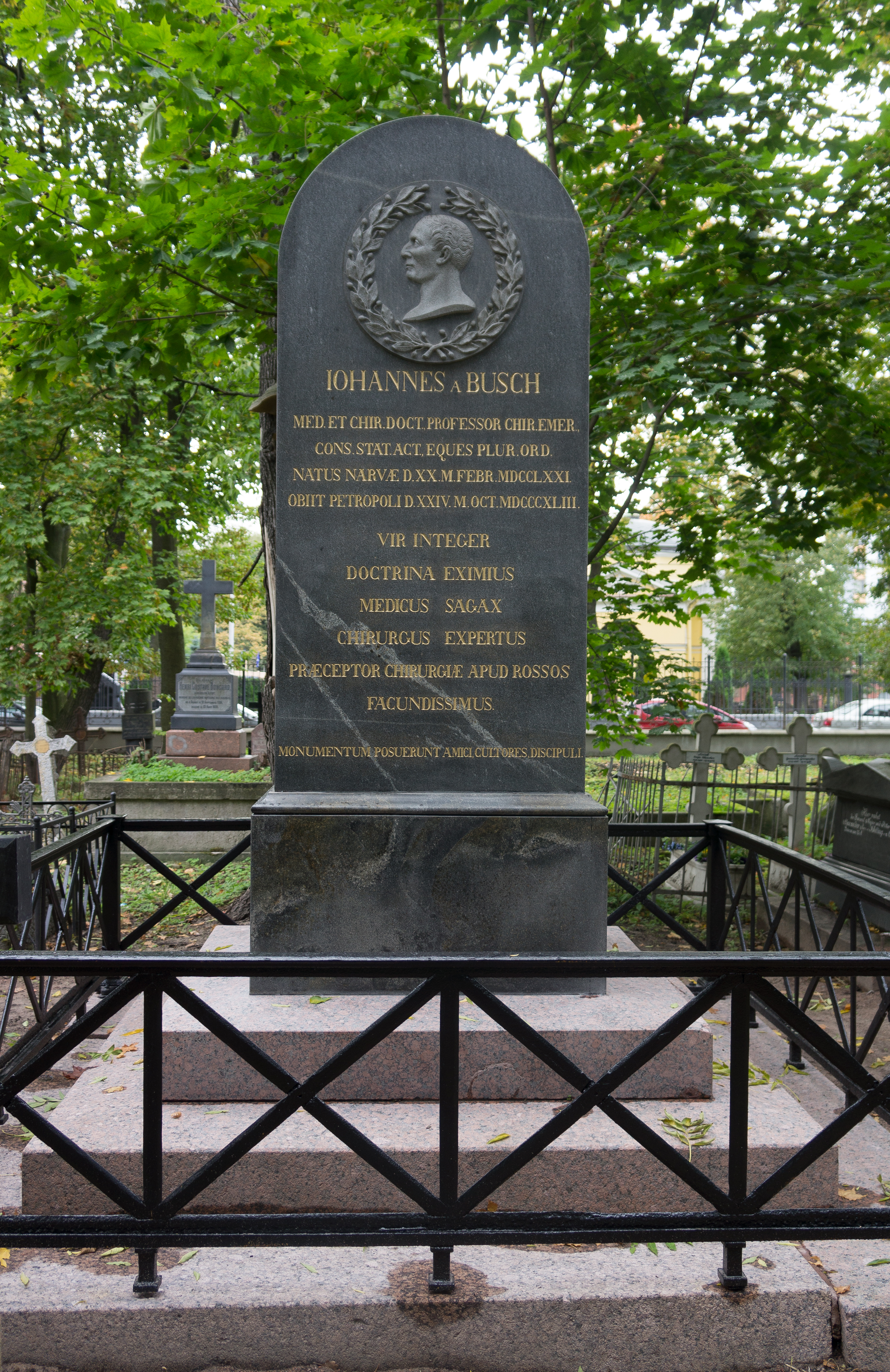
Stèle du Dr Johannes Busch
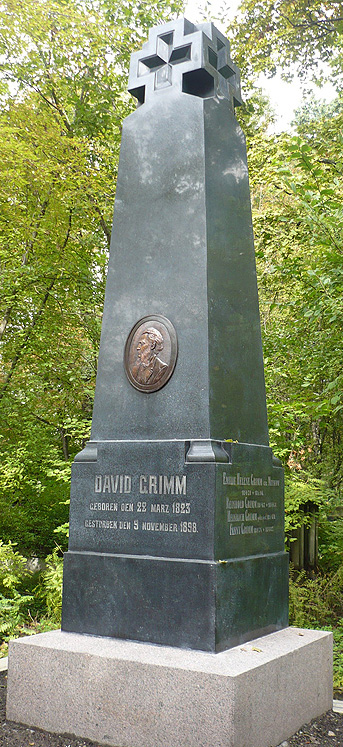
Tombe de David Grimm
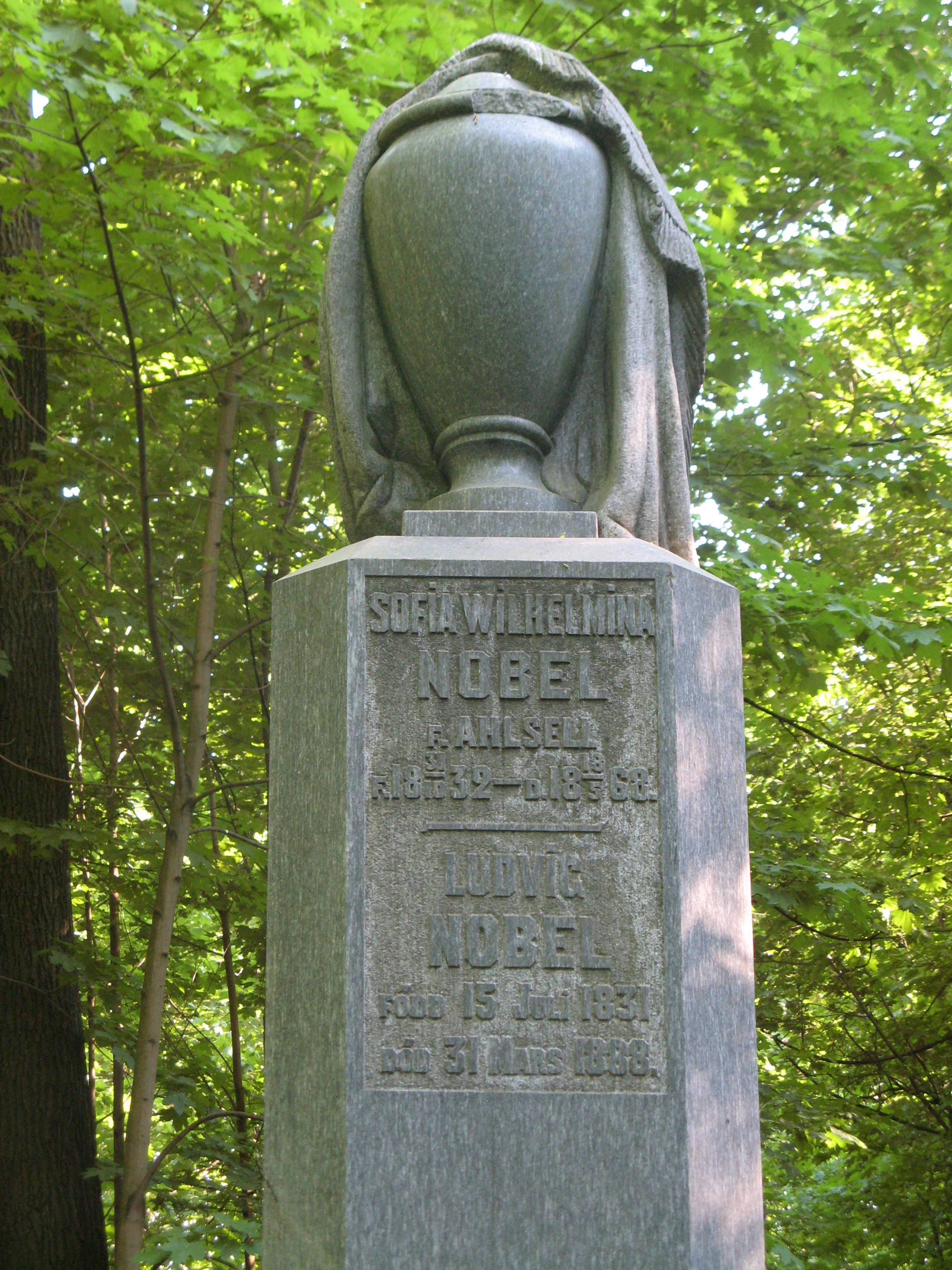
Tombe de Louis Nobel
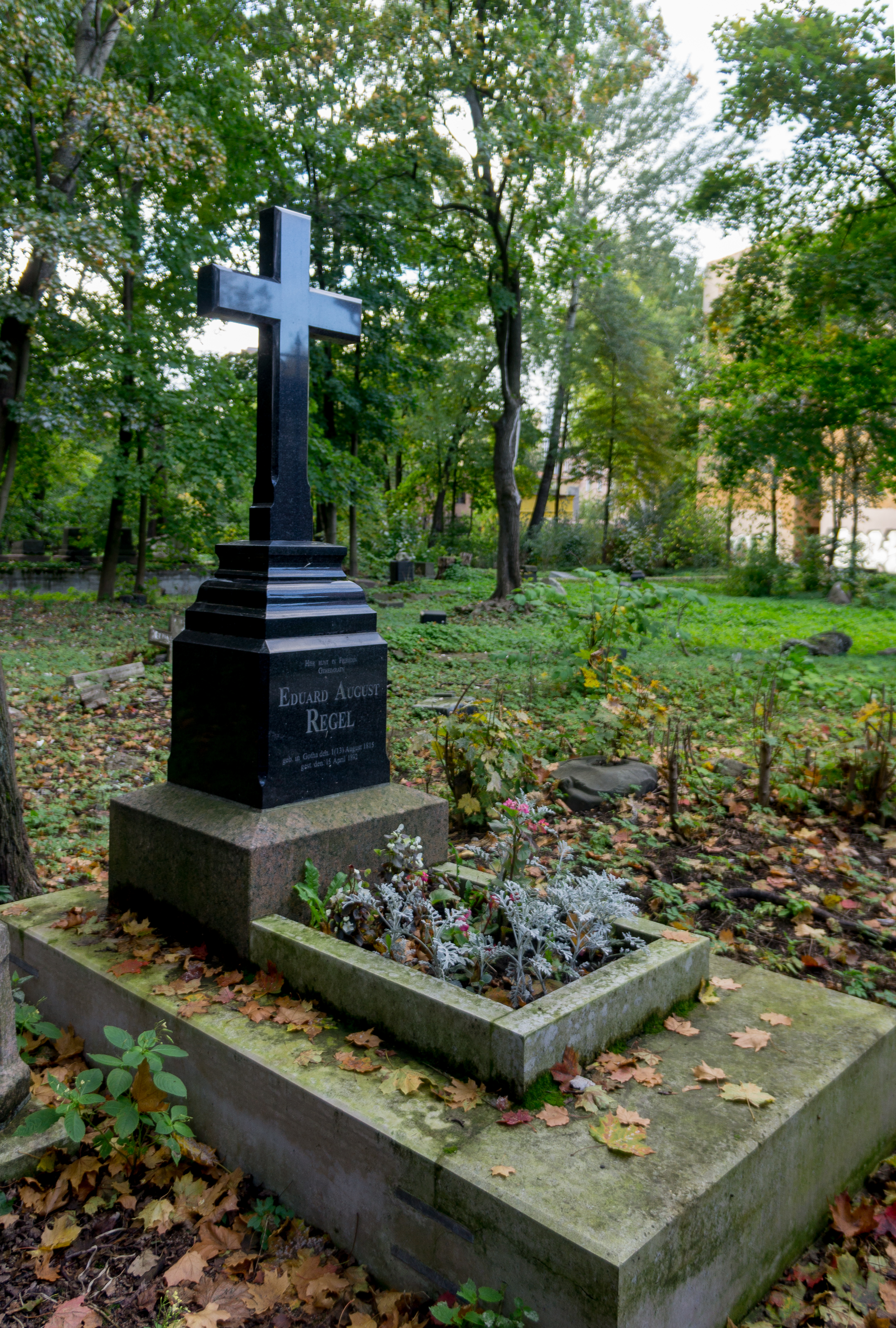
Sépulture d'Eduard von Regel
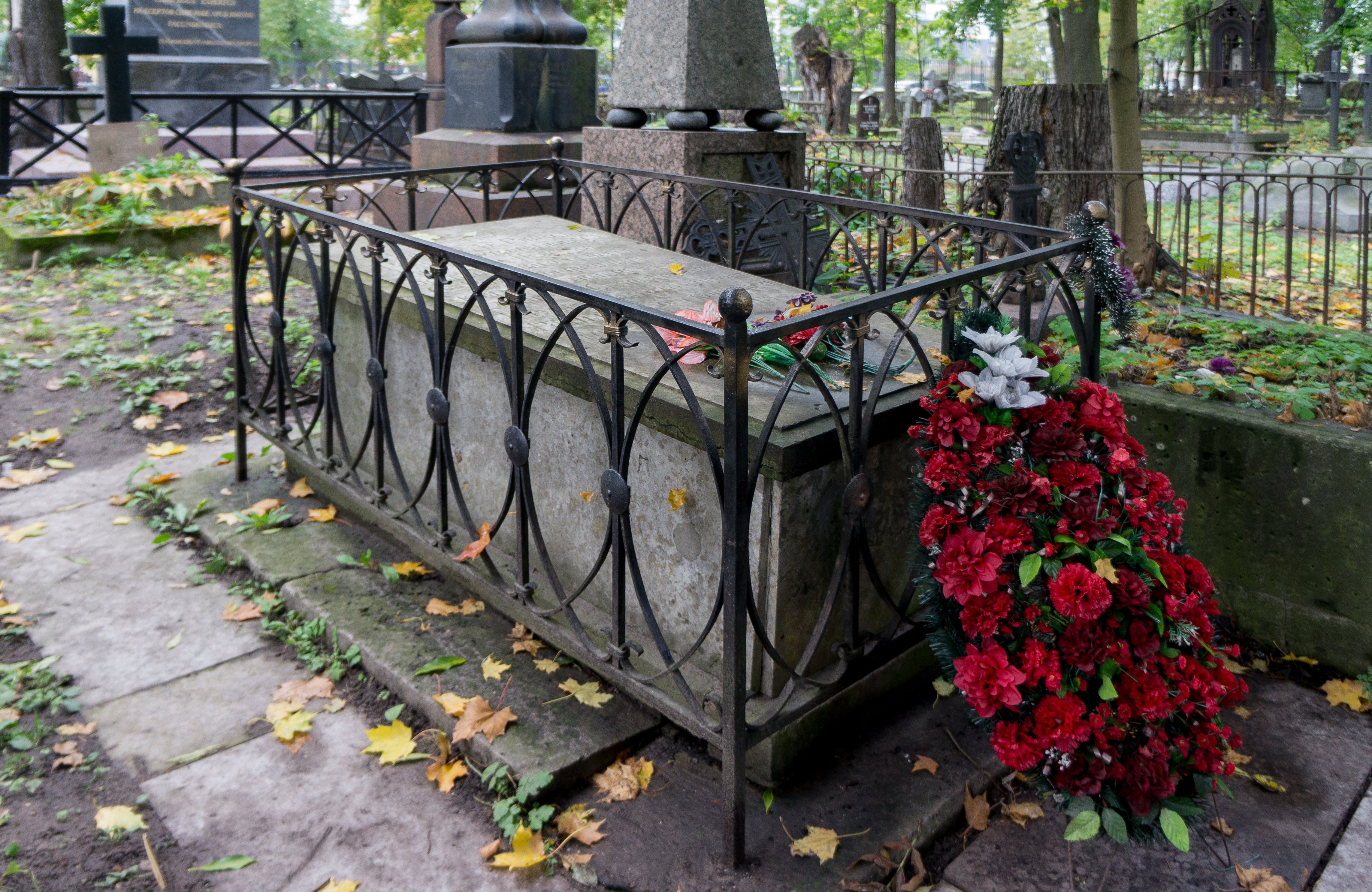
Tombe de José de Ribas, monument protégé
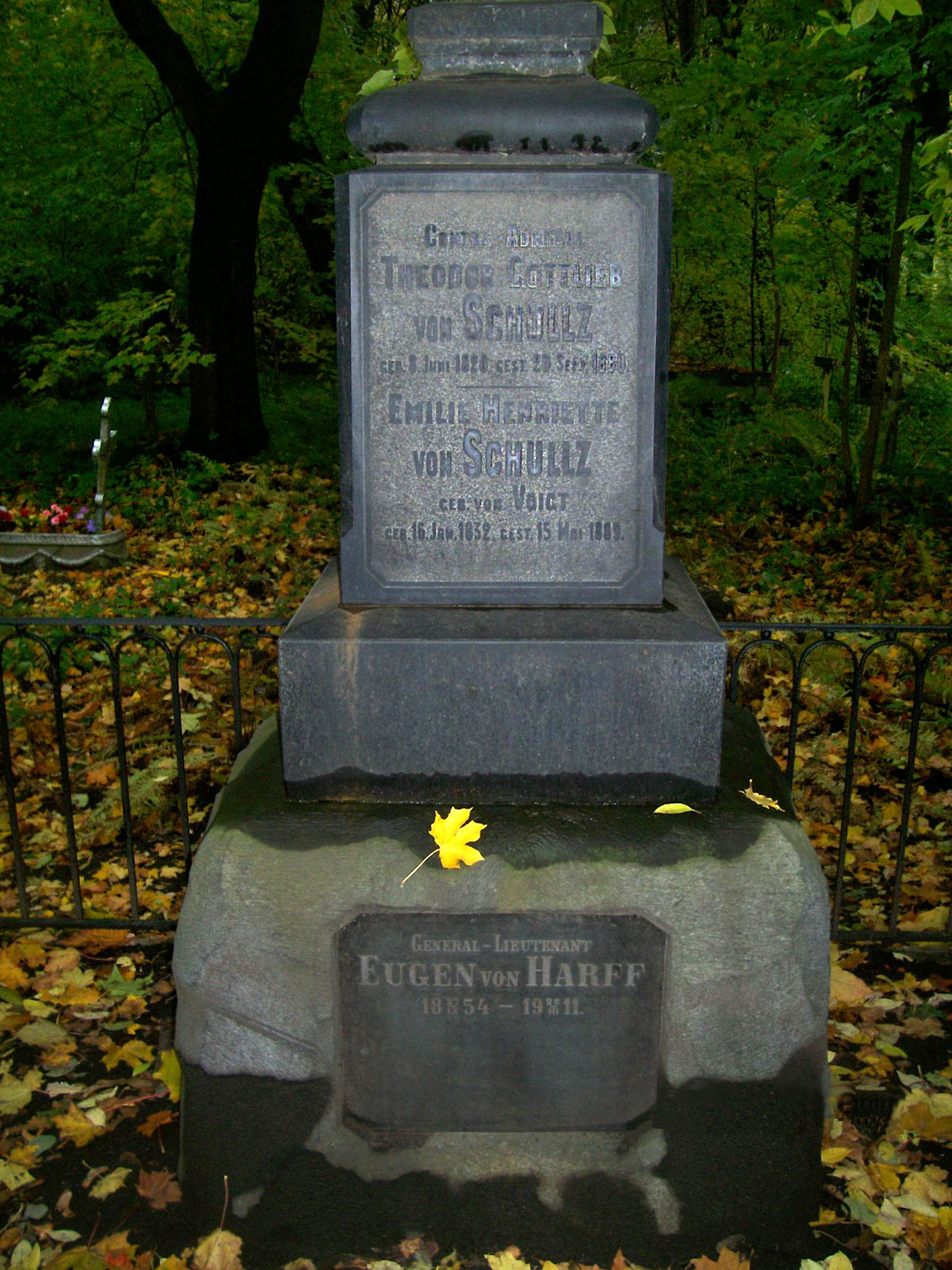
Stèle funéraire du contre-amiral Theodor von Schultz
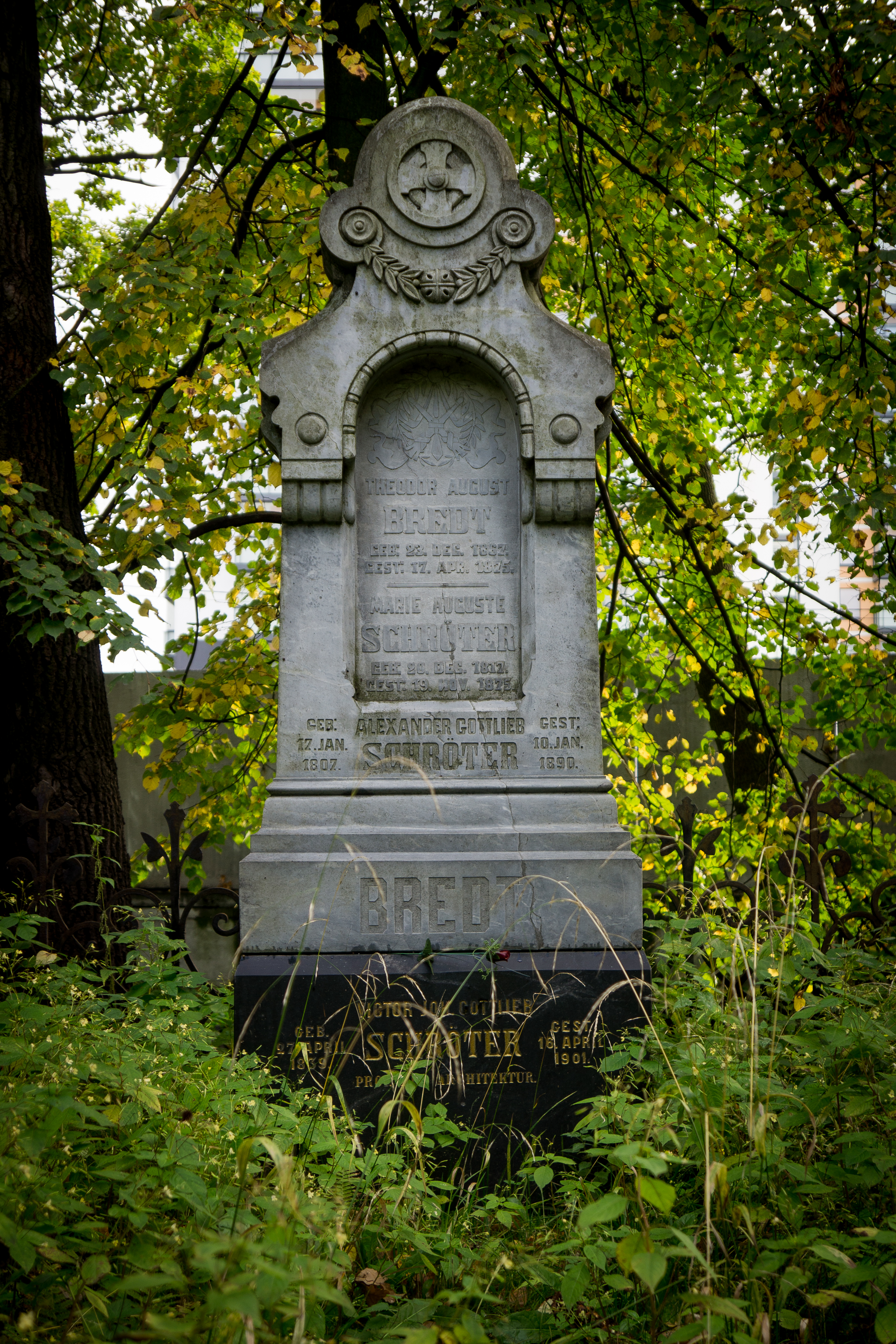
Tombe de Victor Johann Gottlieb Schröter
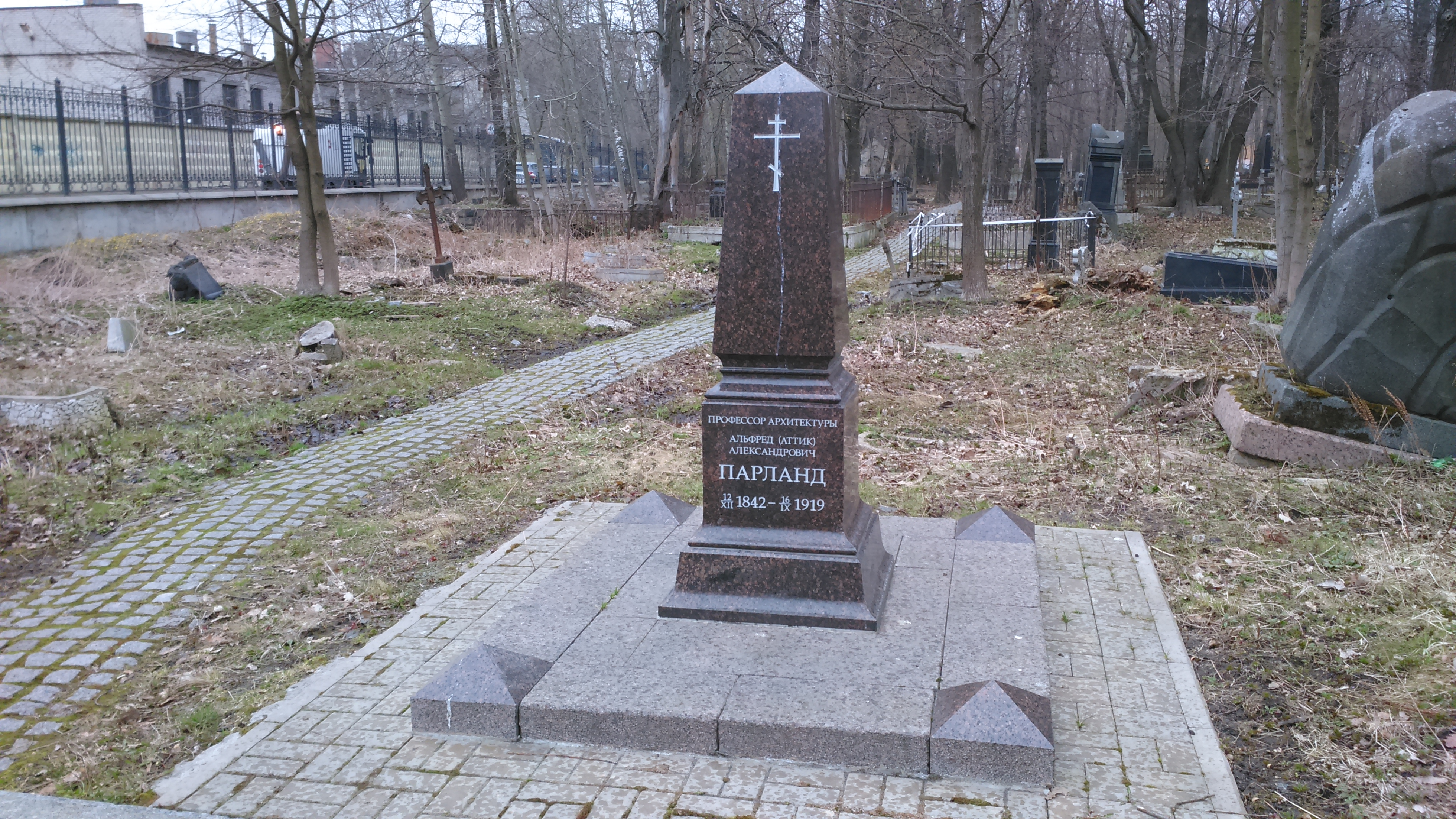
Sépulture du Dr Julius Serck